# Robert Brandel
Robert Albin Brandel (født 17. juni 1864 i Stockholm, død 20. juli 1929 sammesteds) var en svensk pædagog og præst.
Brandel blev Dr. phil. 1894 og 1899 forstander for Krafftska skolan i Stockholm. Han gjorde sig herved kendt som en stor ungdomsven, og han uddannede i skolen et udmærket musikkorps, forbilledet for de musikkorps, som senere dannedes ved næsten alle stockholmske skoler. Med sine "Kraffter" har Brandel gjort talrige rejser, også til Danmark, hvor han blev så begejstret for de frivillige drengeforbund, at han i Sverige søgte at indføre noget lignende. Han blev en af lederne i Sveriges scoutbevægelse og i ungdomsforbundet "Unga hjälpare", som opdrog forladte børn til landbrugere. I 1908 blev Brandel andenpræst ved Storkyrkan i Stockholm.